# Županija Gotland
Gotland je županija smještena na najvećem švedskom otoku u Baltičkom moru. Administrativno, teritorij Gotlanda (3 140 četvornih kilometara) pokriven je jednom općinom sa šesnaest naselja, odnosno naseljenih zona. Općinsko sjedište je gradić Visby.
Županija je osnovana 1678. godine.

## Općine u Županiji Gotland
- Gotland

## Naselja u Općini Gotland
| #  | Naselje       | Br. stan. (2005.) | Općina  | Županija |
| -- | ------------- | ----------------- | ------- | -------- |
| 1  | Burgsvik      | 347               | Gotland | Gotland  |
| 2  | Fårösund      | 862               | Gotland | Gotland  |
| 3  | Havdhem       | 318               | Gotland | Gotland  |
| 4  | Hemse         | 1 836             | Gotland | Gotland  |
| 5  | Klintehamn    | 1 407             | Gotland | Gotland  |
| 6  | Lärbro        | 521               | Gotland | Gotland  |
| 7  | När           | 209               | Gotland | Gotland  |
| 8  | Roma, Švedska | 253               | Gotland | Gotland  |
| 9  | Romakloster   | 905               | Gotland | Gotland  |
| 10 | Slite         | 1 598             | Gotland | Gotland  |
| 11 | Stånga        | 342               | Gotland | Gotland  |
| 12 | Tingstäde     | 278               | Gotland | Gotland  |
| 13 | Väskinde      | 275               | Gotland | Gotland  |
| 14 | Västerhejde   | 302               | Gotland | Gotland  |
| 15 | Vibble        | 1 135             | Gotland | Gotland  |
| 16 | Visby         | 22 236            | Gotland | Gotland  |

## Vanjske poveznice
- (šved.) Gotland